# Delincuencia en México

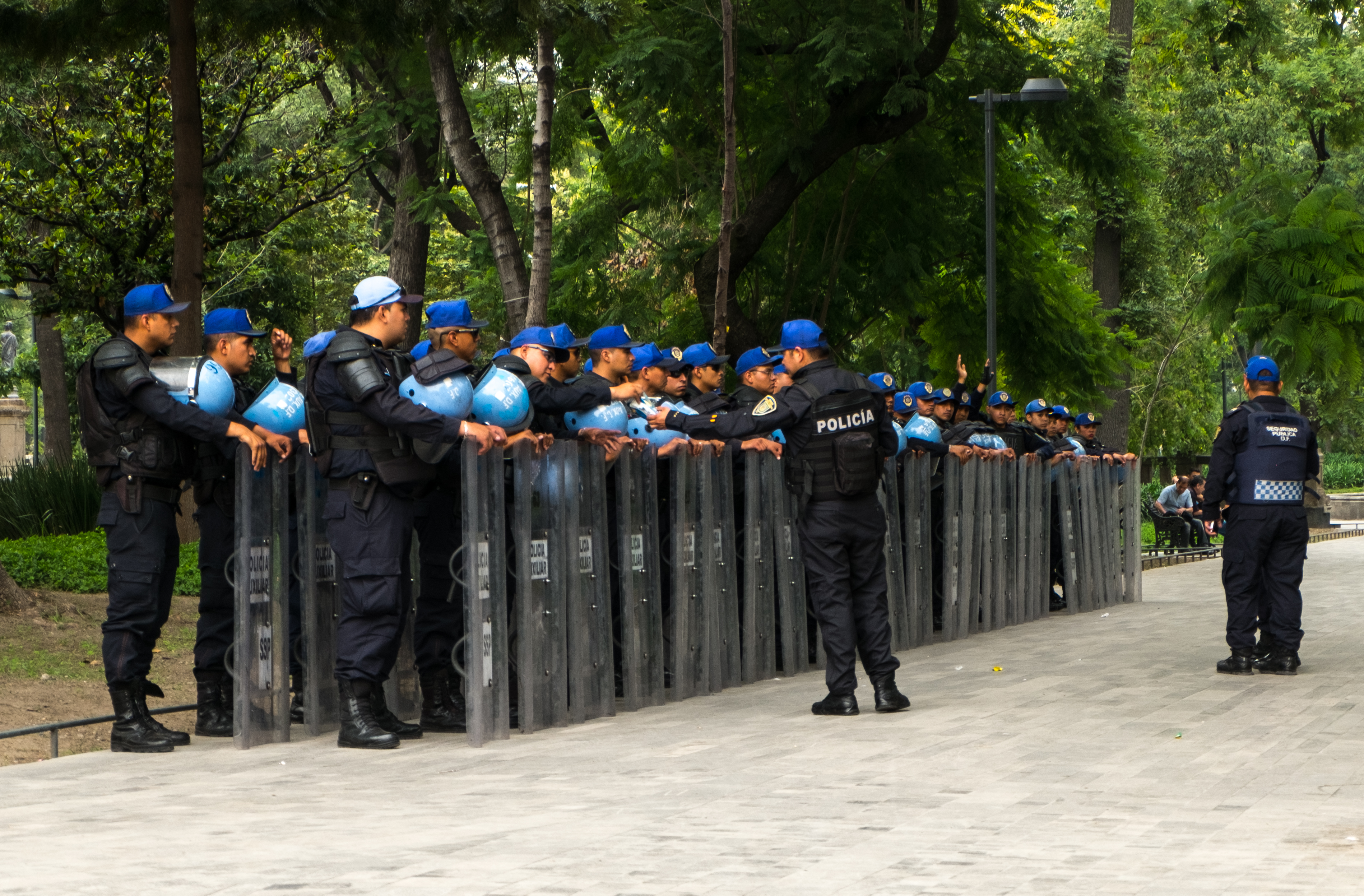
Batallón de la Policía Auxiliar en Ciudad de México.

La delincuencia en México es un problema social y de seguridad que viven muchas personas día a día, y actualmente es el problema que más sucede en el país.
La incidencia delictiva se ha incrementado progresivamente desde el año 2001; principalmente los delitos de robo a transeúnte, secuestro, y homicidio doloso (estos últimos a razón de la guerra contra el narcotráfico). Las tasas bajas de aprehensión y encarcelamiento contribuyen al problema. Muchas causas han generado la delincuencia, las más importantes son el narcotráfico, el tráfico de armas, los asaltos, el desempleo, la polarización económica y la debilidad de las instituciones de seguridad pública y justicia, resaltando la colusión entre el crimen organizado y las autoridades en diferentes escalas gubernamentales (como los casos de Michoacán).
Una de las consecuencias de la inseguridad del país es de cada vez más los que incurren en la delincuencia en México, son jóvenes, que no tienen ninguna ocupación formal y que dejaron de lado su educación, puesto que las necesidades económicas eran más fuertes. Otra causa importante de la delincuencia en jóvenes es la adicción a algunas drogas, por lo cual los jóvenes son capaces de ejercer dicha delincuencia con el fin de obtener recursos para seguir manteniendo su adicción. Ademas, se le suma a que una de las causas por las que los jóvenes ejercen la delincuencia es por el ambiente en el que se encuentran: desigualdades sociales, familias no funcionales, discriminación o racismo.
La ausencia de cultura de legalidad es uno de los temas más delicados por su importancia como eje para la construcción de ambientes de seguridad. La seguridad está ampliamente ligada a la cultura de la legalidad desde el momento en que la tolerancia ciudadana al delito y la propensión de ciudadanos y autoridades a pasar por encima de la ley, generan un ambiente ideal para la expansión de la violencia y la criminalidad. La discrecionalidad en la aplicación de la ley y la lentitud e ineficiencia en la procuración de justicia, contribuyen en forma importante a empeorar la situación.
En términos comparativos, internacionalmente, las tasas delictivas en México son altas. La delincuencia se puede dividir en varios apartados, siendo los más comunes el robo o asalto al transeúnte, seguido del robo a casa-habitación o a negocios. Otros tipos son la extorsión, la trata de personas, el narcomenudeo, el lavado de dinero, la pornografía infantil y el secuestro, los cuales entran en la categoría de la delincuencia organizada.
A 2012, Acapulco ocupó uno de los primeros lugares dentro de las ciudades más violentas del mundo.
Según informes publicados a principios del 2011, 13 de las 50 ciudades más peligrosas del mundo se encuentran en México, siendo las siguientes:
Acapulco, Ciudad Juárez, Chilpancingo, Torreón, Cuernavaca, Durango, Chihuahua, Reynosa, Mazatlán, Culiacán, Nuevo Laredo, Tepic y Ciudad Obregón.[cita requerida]
Otras ciudades inseguras: Mexicali, Tampico, Chetumal, Villahermosa, Tantoyuca, León y Zacatecas.[cita requerida]

## La delincuencia en Ciudad de México
El robo a transeúnte sigue al alza y en demostración en la ciudad. Entre enero y junio de 2010, el número de averiguaciones previas por este delito sumaron un total de 12 649. Para el mismo periodo de 2009, el número total fue de 10,586 averiguaciones previas. Esto representa un aumento del 19.7 % en el periodo. Sin embargo, no todas las modalidades de robo a transeúnte aumentan en la misma proporción. Mientras que los robos en vía pública aumentaron un 21.1 % (aunque con una disminución en 2023 con 3,105 y 2024 con 2,420, a diferencia de 2019 con 5,909), los robos en taxis lo hicieron en 79 % entre enero y noviembre de 2021, a diferencia del mismo periodo pero de 2020, y en microbuses aumentaron 8.9 % (a noviembre de 2021). La vía pública es el lugar más (y cada vez más) vulnerable para el ciudadano.
Otro delito que afecta seriamente el Idh es el robo a casa habitación, no solamente por el daño económico en el patrimonio familiar, sino por el impacto psicológico que tiene en los niveles de seguridad. Vistas las cifras, la incidencia de este delito también viene aumentando. Se observa que durante el primer cuatrimestre de 2010 el número de averiguaciones previas sumaron un total de 2 541. Para el mismo periodo de 2009, el número total fue de 2 352, es decir, un aumento del 76.78. Además, en tan solo 10 meses de 2024 se habrían reportado 38,308 robos, teniendo un incremento del 30% en solo 2 años.
```
% entre cuatrimestres.
[
19
]
[
cita
 
requerida
]
```

La serie de tiempo para este delito es preocupante porque comparado con el delito de vandalismo a negocio, el cual es aquel que sucede en “espacios cerrados”, su incidencia aumentó un 2.8 % (pasó de 4,337 a 4,458 averiguaciones previas en el periodo) y se puede ver que la relación en el aumento proporcional entre los dos delitos es de casi tres a uno. Esta relación 3:1, y en aumento, sugiere que las casas habitación siguen siendo un espacio vulnerable, pese al creciente uso de sistemas de seguridad y el aislamiento social (ej. calles cerradas, bardas altas, alambrado, etc.) cada vez más visibles en la ciudad.
Vista la tendencia, el pronóstico para ambos delitos para el resto del año 2010 en la ciudad no es favorable. Hay dos razones principales: la primera macroeconómica y la segunda inercial. La razón macroeconómica es que ambos delitos están fuerte y linealmente correlacionados con la inflación. La correlación no es simultánea, sino que está sujeta a una temporalidad o un efecto retrasado. Los aumentos en estos delitos se asocian con incrementos en los precios de los bienes y servicios en la ciudad; tanto en los tres, seis, nueve y doce meses previos. Dicho de otra manera, si la inflación en la ciudad aumenta este mes, se verá un incremento también en el número de robos a transeúnte y casa habitación (en términos de averiguaciones previas) al menos en los tres meses siguientes, y posiblemente en adelante para el resto del año. Ahora bien, se asegura que la inflación está bajo control y estas son buenas noticias. Pero aquí entra la segunda razón: la inercia de la actividad delictiva. Los incrementos en la actividad delictiva agregada son normalmente rápidos y los decrementos lentos. Por lo que si la inflación se mantiene controlada, aun así se tendrá que esperar hasta el año entrante para ver alguna mejora en la tendencia.
En términos geográficos, los mayores incrementos porcentuales se han presentado en las delegaciones periféricas de la ciudad. En particular, en las delegaciones Magdalena Contreras, Cuajimalpa y Milpa Alta. Estas delegaciones tienen un crecimiento poblacional más rápido que el conjunto de la ciudad. A la inversa, las delegaciones con los mayores decrementos porcentuales son las delegaciones Venustiano Carranza y Benito Juárez, y en general todas las delegaciones al norte del eje 10 Sur, salvo Cuauhtémoc en el Centro, e Iztacalco en el oriente de la ciudad.
Una investigación reciente ha encontrado una alta concentración de delincuentes en unas pocas colonias de la ciudad alrededor del centro histórico (Vilalta, 2010). El 38 % de los reclusos sentenciados por el delito de robo en la Ciudad de México cometieron sus delitos en la misma colonia donde residían. También se encontró que la actividad delictiva se sujeta a la fricción de la distancia en cuanto a que el comportamiento en los recorridos de los delincuentes desde el lugar de residencia al lugar de comisión del delito siguen una curva decreciente, y que la distancia que recorren es principalmente función del monto económico del delito.

## En la frontera con Estados Unidos

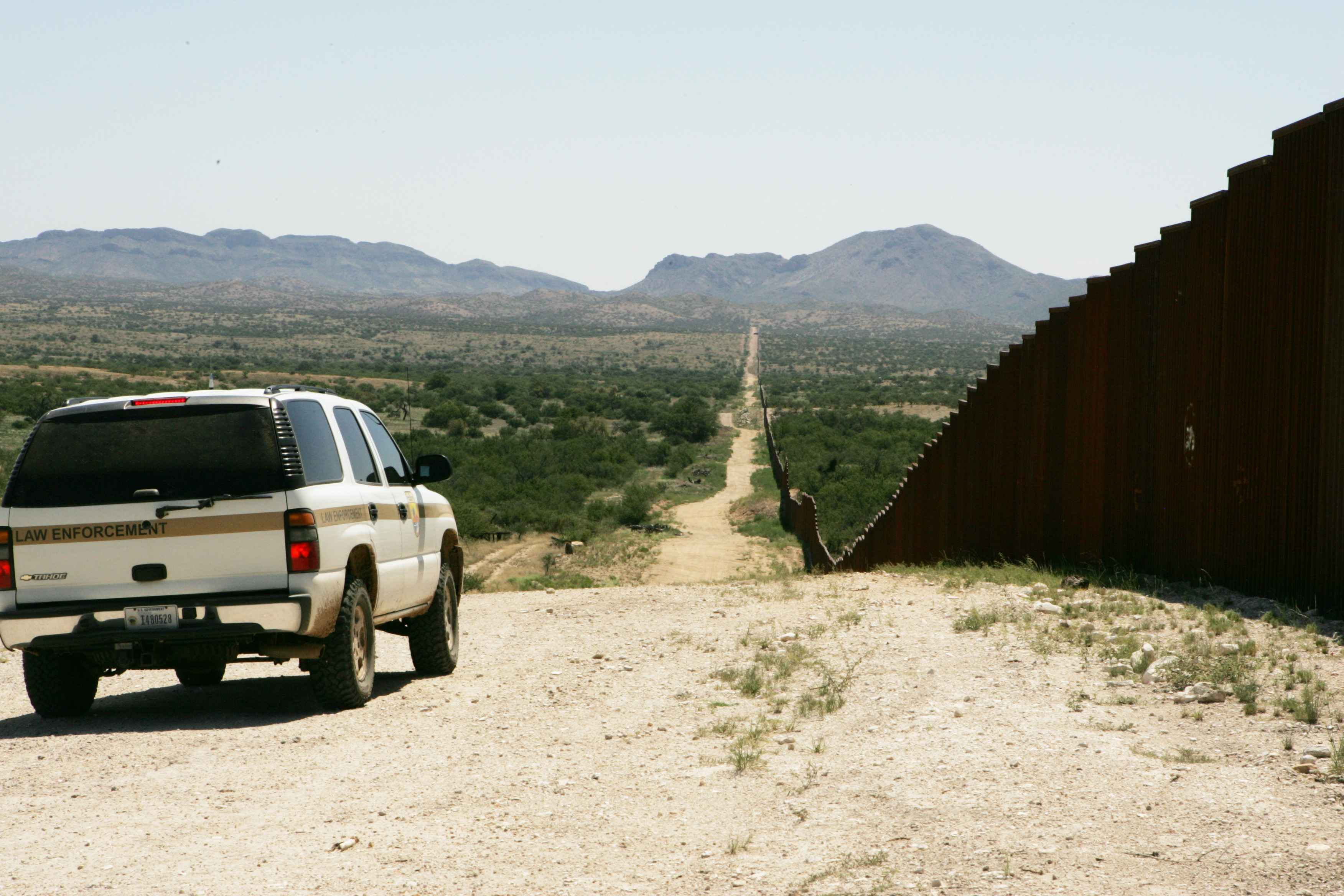
Patrulla fronteriza en el lado estadounidense del muro.

Los Estados Unidos son el mercado más grande de drogas ilegales y México es el proveedor más importante de Marihuana y la segunda fuente más importante de Heroína para ese país. Los cárteles mexicanos de la droga trafican cocaína y heroína por su territorio con destino a los Estados Unidos y gran parte de la marihuana y la metanfetamina que se vende en los Estados Unidos ha sido elaborada en México.
En 2005, el Departamento de Estado estadounidense defendió los esfuerzos de los dos países por reducir la violencia y el tráfico de drogas en la frontera en respuesta a un conjunto de declaraciones de los gobernadores de Arizona y Nuevo México, al respecto de un estado de emergencia en sus condados fronterizos.[cita requerida] Los dos gobernadores afirmaron que la incapacidad del gobierno federal para controlar el crimen y la violencia en la zona fronteriza era evidente. El gobierno mexicano criticó tales declaraciones de emergencia. Ese mismo año, el estado de Texas y los oficiales de policía mexicanos celebraron una conferencia en San Antonio para examinar diferentes formas de coordinación para reducir el crimen, pero se presentaron muchas dudas respecto a qué tan exitosas serían estas acciones.
Muchos oficiales de la policía en las ciudades fronterizas han sido blanco de asesinatos de los cárteles de la droga. Los cárteles han adquirido equipo como uniformes del ejército mexicano, Humvees, granadas y rifles tipo francotirador de calibre 50 que pueden penetrar carros blindados ligeros. El embajador estadounidense lanzó una queja formal ante el gobierno mexicano sobre este asunto. Normalmente estas armas provienen de traficantes residentes en los Estados Unidos, donde las leyes para venta de armamento son más laxas que en México.[cita requerida]

## Los efectos sobre el turismo
Un número significativo de ciudadanos estadounidenses visitan México. El Departamento de Estado de los Estados Unidos calcula tal cifra en entre 15 a 16 millones al año. Los turistas que visitan México generalmente pueden sentirse seguros de hacerlo, siempre tomando las precauciones básicas según la zona que visiten. Sin embargo, la inseguridad acentuada por los medios de comunicación puede generar una sensación de inseguridad mayor a la real, lo cual puede ser un factor que desaliente el turismo.[cita requerida] La delincuencia en México es un problema muy importante y se le debe de dar la atención necesaria, para encontrar la mejor solución a esta problemática, colaborando juntos los gobernantes y los ciudadanos.[cita requerida]
Además, gobiernos como el de Estados Unidos sugieren a sus ciudadanos no viajar a estados como Colima, Guerrero, Michoacán, Sinaloa, Tamaulipas y Zacatecas, además de tener precaución si se viaja a cualquier otro estado a excepción de Campeche y Yucatán.

## Las razones de raíz de la delincuencia en México
La Organización de las Naciones Unidas, en su resolución 45/112 del 14 de diciembre de 1990, Capítulo IV, inciso B.21 a señala: "Enseñar los valores fundamentales y fomentar el respeto de la identidad propia y de las características culturales del niño, de los valores sociales del país en que vive el niño, de las civilizaciones diferentes de la suya y de los derechos humanos y libertades fundamentales", es decir, la familia, escuela, trabajo o la sociedad en general deben inculcar valores y practicar virtudes de valor universal. Las principales causas de la inseguridad en México son la pobreza, la desigualdad, el desempleo y la falta de oportunidades de estudio. En un país con un poco más de 126 millones de habitantes como es México, es difícil abrirse paso en la vida laboral. Según el Censo de Población y Vivienda del 2010, 6 de cada 100 hombres y 8 de cada 100 mujeres de 15 años o más, no saben leer ni escribir.[cita requerida]
La OCDE señala que la tasa de graduación media superior aumentó entre los años 2000 y 2010, que es una cifra superior al promedio de sus países miembros. Asimismo, el porcentaje de mexicanos que han cursado educación media superior y superior se ha duplicado en las últimas décadas. Siendo que esto no se traduce en un futuro prometedor. Por ejemplo, actualmente, no existen suficientes oportunidades en materia científica en el país, no hay centros de investigación ni plazas laborales en el ramo, lo cual orilla a lo que llaman “fuga de talentos”, siendo que los estudiantes con mayor rendimiento académico o egresados con grandes logros tienden a emigrar a otros países con más presupuesto para el estudio de las ciencias.[cita requerida]
De quedarse en México, tendrían que luchar con la gran competitividad de profesionales por un empleo y a veces, tener que conformarse con sueldos que no corresponden a su nivel de conocimiento, aprender un oficio u optar por dedicarse a otra cosa diferente a lo que estudiaron, como el comercio informal. Por otra parte, si solo se tiene la secundaria, quizá se consiga un trabajo de intendencia con un sueldo mínimo, el cual no alcanza para mantener una familia, ya que el precio de la canasta básica va en aumento. Orillando a que ambos padres tengan que trabajar o que alguno de los dos tenga dos empleos para sobrellevar los gastos. La situación es peor cuando solo se tiene la primaria o se es analfabeta.[cita requerida]
Esto ha llevado a la sociedad a un estado de desesperación, aunado a que hoy en día los narco-carteles son exhibidos en los medios de comunicación, con una vida ostentosa y llena de lujos, la impunidad y corrupción no son delitos que se castiguen con severidad, los delincuentes capturados en los últimos años en un alto porcentaje tienen o tenían un trabajo estable ganando un salario fijo, incluso son personas con preparación profesional, pero utilizan sus ganancias en lujos, banalidades y armas.
Existen carteristas o asaltantes menores que realmente cometen delitos para alimentar a sus familias o comprar medicamentos pero es un porcentaje muy pequeño. También las razones principales de la delincuencia son la pérdida de valores, la corrupción, la avaricia y el resentimiento social, el poco tiempo que tienen los padres o el programa educativo, que no cubre las necesidades actuales para inculcar valores a los niños, por decir algunos ejemplos, ha llevado al incremento de la delincuencia en el país.[cita requerida]
Es importante subrayar que uno de los factores que inciden en el crecimiento de la delincuencia en México es el abandono de la cultura de la legalidad que es un grave problema de la sociedad mexicana cuyo cimiento está en la educación de las familias mexicanas y en sus autoridades que padecen una deficiente procuración de justicia en sus tres órdenes de gobierno. Por lo tanto existe una estrecha relación entre la ausencia de legalidad y la corrupción lo que fomenta el individualismo del mexicano.